# Unonopsis hammelii
Unonopsis hammelii är en kirimojaväxtart som beskrevs av George Edward Schatz och Paulus Johannes Maria Maas. Unonopsis hammelii ingår i släktet Unonopsis och familjen kirimojaväxter. Inga underarter finns listade i Catalogue of Life.